# Ad van Gameren
Ad van Gameren (Utrecht, 18 juli 1959) is een Nederlands voice-over en presentator.
Van Gameren is de voice-over van Chateau Meiland, een reallifesoap rond de familie Meiland. De serie begon in 2019 en wordt uitgezonden door SBS6 en in België door televisiezender VIJF. Tevens verzorgt Van Gameren de voice-over van de spin-off-programma's Chateau Meiland en Route en Chateau Meiland La Dolce Vita. Daarnaast is hij tevens de voice-over van het SBS6-programma Het roer om, (de eerste 3 seizoenen en de reeks 'Hoe is het nu met') en bij Geluk op Wielen en Green Make Over.
Voor RTL was hij de voice-over bij 'Bij ons aan Boord' over vliegen met Transavia, de George Clark serie, Verkopen of verbouwen en Dierenkliniek Down Under Bondi Vet.
Van Gameren gaf ook rechtstreeks commentaar bij het WK Darts (2015) op RTL 7 en spreekt billboards in voor SBS6, RTL en andere zenders.
Op zaterdag was hij tot 2 november 2024 te horen bij Omroep Gelderland, samen met Jan de Hoop tussen 10.00 en 12.00 uur in het programma De Hoop op zaterdag.